# تاكاشي أوتشينو (لاعب كرة قدم مواليد 2001)
تاكاشي أوتشينو (بالإسبانية: Takashi Uchino)‏ (7 مارس 2001 في اليابان - ) هو لاعب كرة قدم ياباني في مركز الظهير الأيمن يلعب في نادي الوصل الإماراتي.

## وصلات خارجية
- تاكاشي أوتشينو (لاعب كرة قدم مواليد 2001) على موقع إي إس بي إن إف سي (الإنجليزية)
- تاكاشي أوتشينو (لاعب كرة قدم مواليد 2001) على موقع قاعدة بيانات كرة القدم.إي يو (الإنجليزية)
- تاكاشي أوتشينو (لاعب كرة قدم مواليد 2001) على موقع Soccerbase.com (لاعب) (الإنجليزية)
- تاكاشي أوتشينو (لاعب كرة قدم مواليد 2001) على موقع Soccerway.com (الإنجليزية)
- تاكاشي أوتشينو (لاعب كرة قدم مواليد 2001) على موقع عالم كرة القدم.نت (الإنجليزية)